# Fantasea
„Fantasea” este primul mixtape a artistei americane de muzica hip hop Azealia Banks, acesta a fost lansat gratuit pe cale digitală pe data de 11 iulie 2012.

## Lista pieselor
| Nr. | Titlu                         | Producător(i)             | Lungime |  |
| 1.  | „Out of Space”                | Liam Howlett              | 2:34    |  |
| 2.  | „Neptune” (featuring Shystie) | Ikonika                   | 3:57    |  |
| 3.  | „Atlantis”                    | O/W/W/W/L/S               | 2:29    |  |
| 4.  | „Fantasea”                    | Machinedrum               | 4:29    |  |
| 5.  | „Fuck Up the Fun”             | Diplo, DJ Master D        | 2:25    |  |
| 6.  | „Ima Read”                    | Zebra Katz                | 1:02    |  |
| 7.  | „Fierce”                      | Drums of Death            | 3:14    |  |
| 8.  | „Chips”                       | O/W/W/W/L/S               | 3:48    |  |
| 9.  | „Nathan” (featuring Styles P) | Drums of Death            | 3:24    |  |
| 10. | „L8R”                         | Machinedrum               | 2:42    |  |
| 11. | „Jumanji”                     | Hudson Mohawke, Nick Hook | 2:55    |  |
| 12. | „Aquababe”                    | EPROM & Machinedrum       | 3:45    |  |
| 13. | „Runnin'”                     | Lunice                    | 3:30    |  |
| 14. | „Us”                          | O/W/W/W/L/S               | 2:46    |  |
| 15. | „Paradiso”                    | RRXL                      | 0:49    |  |
| 16. | „Luxury”                      | Machinedrum               | 2:45    |  |
| 17. | „Azealia (Skit)”              |                           | 1:03    |  |
| 18. | „Esta Noche”                  | Munchi                    | 3:14    |  |
| 19. | „Salute”                      | AraabMuzik                | 1:27    |  |